# جعبه تقسیم

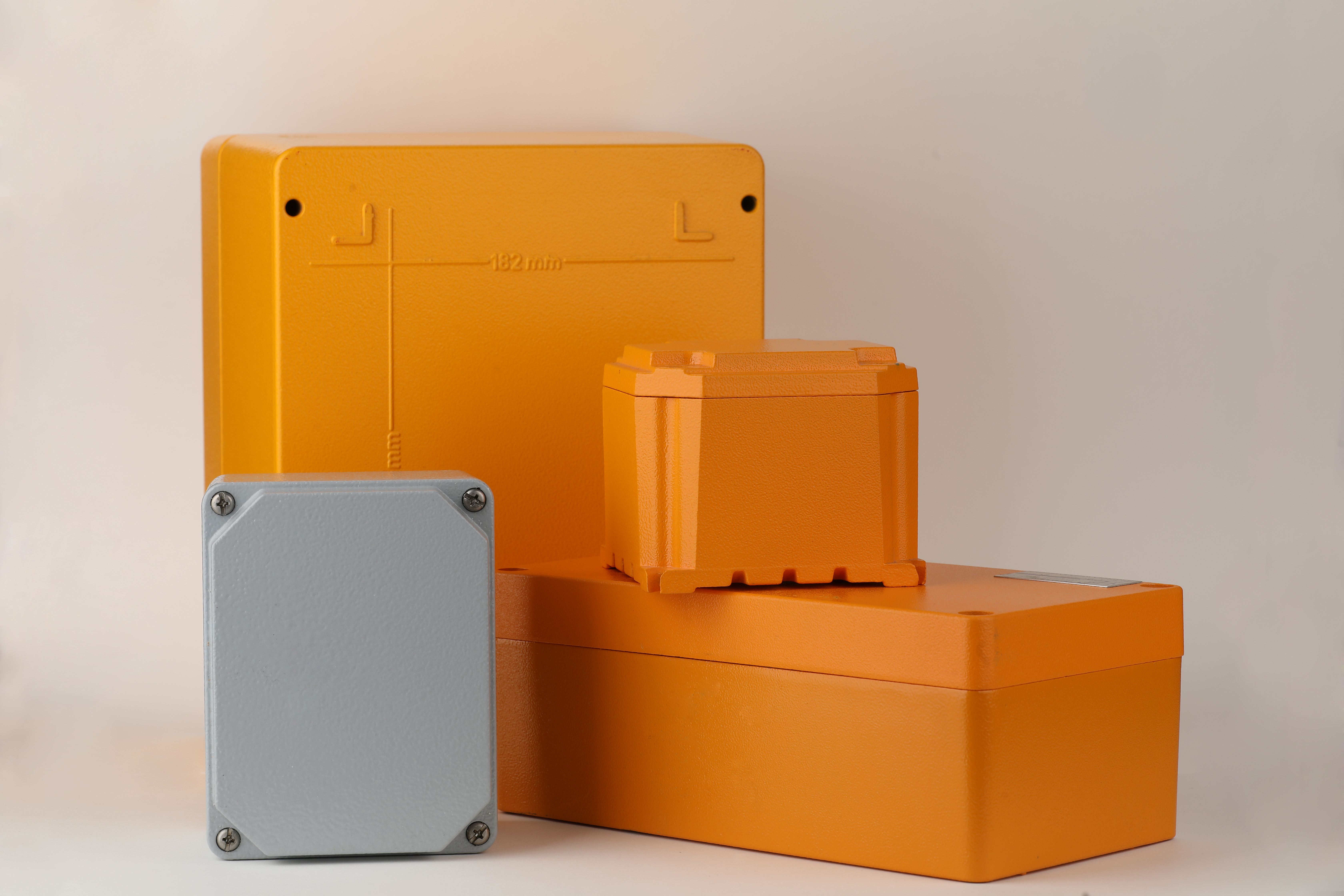

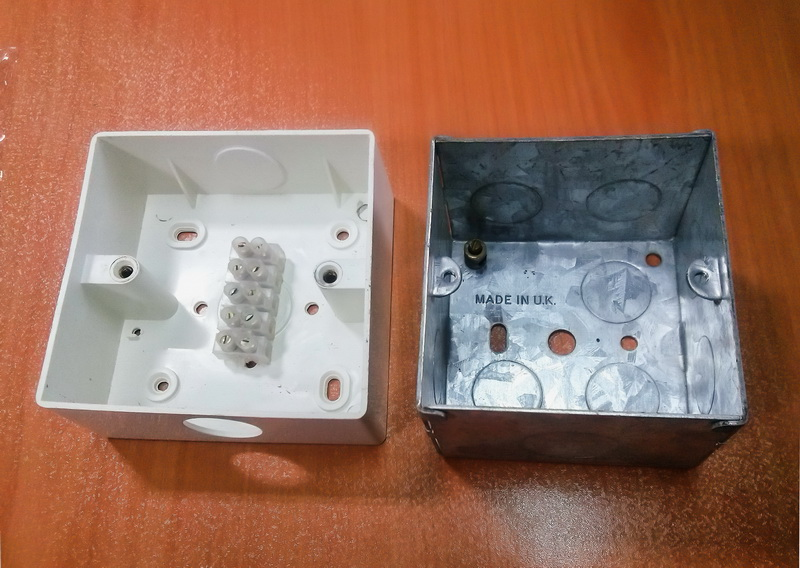
نمایی از جعبه تقسیم فلزی و پلاستیکی بدون درپوش

جعبه تقسیم جایگاهی برای قرارگرفتن اتصالات برقی می‌باشد. سیم‌ها از طریق لوله برق یا کابل به جعبه تقسیم وارد می‌شوند و به وسیله ترمینال‌های موجود در جعبه تقسیم انشعاب گرفته می‌شوند.

در سیم‌کشی ساختمان اغلب لازم است که از سیم‌ها انشعاب گرفته شود. به همین دلیل در مسیر سیم‌ها جعبه‌ای به‌نام جعبه تقسیم قرار داده می‌شود. جعبه تقسیم بر دو نوع جعبه تقسیم روکار و جعبه تقسیم توکار موجود می‌باشد. جعبه تقسیم روکار از جنس کائوچو یا چدن است که در داخل آن چهار استوانهٔ شیاردار قرار دارد. سیم‌ها داخل شیار قرار می‌گیرند و به وسیلهٔ پیچی که روی آن‌ها قرار گرفته محکم می‌شوند. پس از اتصال و انجام کار در جعبه تقسیم را می‌بندند. جعبه تقسیم روی سطح کار (دیوار – تخته) نصب می‌شود. جعبه تقسیم توکار از جنس فلزی یا پلاستیکی ساخته می‌شود. داخل قوطی فلزی را به وسیلهٔ مقوا عایق‌بندی می‌کنند و در داخل کار قرار می‌دهند. 

## استاندارد های بین‌المللی جعبه‌های تقسیم برق

### ۱.استاندارد IEC 60670-1:2024 الزامات عمومی برای جعبه‌ها و محفظه‌های لوازم برقی
این استاندارد بین‌المللی به جعبه‌ها و محفظه‌های لوازم برقی با ولتاژ اسمی حداکثر ۱۰۰۰ ولت AC و ۱۵۰۰ ولت DC می‌پردازد و الزامات عمومی برای نصب و استفاده در محیط‌های داخلی و خارجی را مشخص می‌کند.

### استاندارد IEC 62790:2020 جعبه‌های تقسیم برای ماژول‌های فتوولتائیک
این استاندارد به جعبه‌های تقسیم برای ماژول‌های فتوولتائیک با ولتاژ تا ۱۵۰۰ ولت DC می‌پردازد و الزامات ایمنی، ساختاری و آزمون‌ها را طبق کلاس II استاندارد IEC 61140:2016 تعیین می‌کند.

### استاندارد IEC 60670-22:2024 جعبه‌های اتصال برای نصب‌های ثابت برق
این استاندارد به جعبه‌های اتصال برای نصب‌های ثابت برق با ولتاژ تا ۱۰۰۰ ولت AC و ۱۵۰۰ ولت DC می‌پردازد و الزامات ساختاری و محیطی را برای استفاده در شرایط مختلف تعیین می‌کند.